# Сафаров, Алим Эмирович
Алим Эмирович Сафаров (род. 14 июня 1961 года, Фергана) — советский и узбекский легкоатлет, специализирующийся в беге на короткие дистанции (200 м, 400 м). Чемпион СССР в помещении 1982 года. Мастер спорта СССР международного класса.
Обладатель рекорда Узбекистана в эстафетном беге 4×400 метров с результатом 3:05,20 (22.06.1983, Москва) и юниорских рекордов Узбекистана на дистанциях 200 метров — 21,55 и 400 метров — 47,16 на стадионе, показанные на Всесоюзных юниорских соревнованиях в городе Сочи и в закрытых помещениях в беге на 400 метров — 48,6, показанный на Чемпионате СССР среди юниоров в городе Тбилиси.

## Биография
Родился 14 июня 1961 года в Фергане. Окончил Ферганский государственный педагогический институт.
Начал заниматься лёгкой атлетикой в 1975 году в ДСО «Буревестник» под руководством тренера Виктора Павловича Толкунова. Специализировался в беге на 400 метров. Первые успехи пришли в 1978 году. На Всесоюзной Спартакиаде школьников в городе Ташкенте в беге на 400 метров занял пятое место, показав 50,18 и там же завоевал серебряную медаль в эстафете 4×400 метров с результатом 3.19,6, занял 1-е место на зимнем юниорском Чемпионате страны в Ленинграде — 50,7 и 3-е место на летнем Чемпионате СССР в Риге — 49,72 . В 1979 г. занял 7-е место на Всесоюзных юниорских соревнованиях в Сочи — 49,15 и 8-е место в составе эстафетной команды Узбекистана на VII летней Спартакиаде народов СССР в Москве — 3.11,1.
В 1980 году завоевал серебряные медали на зимнем юниорском Чемпионате страны в Тбилиси на дистанциях 200 метров — 22,7 и 400 метров — 48,8, занял 2-е и 1-е места на Всесоюзном юниорском Чемпионате в городе Сочи на 200 метров — 21,55 и на 400 метров — 47,16, впервые выполнив норматив Мастера спорта СССР. В этом же году дебютировал в юниорской сборной СССР в Тбилиси на зимнем матче СССР — ГДР и победил, показав — 48,6, завоевал 5-е место на соревнованиях «День Спринтера» в Ленинграде с результатом 47,51, 3-е место в Софии (Болгария) на международных турнире на призы газеты «Народна младеж» — 47,37. Завоевал золотую медаль на юниорском Чемпионате страны в Каунасе — 46,9. С этого года его стал консультировать Заслуженный тренер РСФСР Виктор Иннокентьевич Седых.
В 1981 г. занимает 11-е место на летнем Чемпионате СССР среди взрослых в Москве — 47,60, 8-е места на международных соревнованиях «Кубок Риги» на дистанциях 200 и 400 метров с результатами 21,31 с попутным ветром и 47,83, становится вторым на Мемориале братьев Знаменских в Ленинграде — 46,23.
В 1982 году занял 5-е место на зимнем Кубке страны — 21,89 и завоевал золотую медаль на чемпионате страны в Москве — 46,88. Дебютируя в составе сборной СССР на чемпионате Европы в Милане, занял 2-е место, показав одинаковый результат с победителем югославским спортсменом Кнапичем — 47,51, и там же одержал победу на крупнейшем международном турнире с результатом 47,28. Летом занял 4- е место на международных соревнованиях в Турине — 47,47, 3-е и 2-е места в итальянском городе Альба — 10,6 и 21,1.
В 1983 году на VIII Спартакиаде Народов СССР показывает свой лучший результат в беге на 400 метров — 45,94, который является вторым результатом за всю историю Узбекского спорта, уступающий только действующему национальному рекорду Узбекистана — 45,37, который принадлежит Сергею Ловачеву.